# Wivi Lönn
Wivi Lönn (Tampere, 20 mei 1872 – Helsinki, 27 december 1966), geboren als Olivia Mathilda Lönn, was een Finse architect. Zij was de eerste vrouw die een eigen architectenbureau stichtte, en die een eretitel 'professor' kreeg bij de Finse bond van architecten.

## Jeugd en studie
Olivia Mathilda Lönn werd op 20 mei 1872 geboren in het buurtschapje Onkiniemi, bij Tampere. Haar vader, Wilhelm Lönn, was een lokale brouwer, en haar moeder heette Mathilda Siren. In 1888 overleed haar vader, en bleef moeder over met vier kinderen. Er waren geldproblemen in het gezin. Nadat ze was afgestudeerd aan de technische school van Tampere, verhuisde ze naar Helsinki. Van 1893-1896 studeerde ze daar architectuur aan de polytechnische universiteit. In die periode won ze de eerste prijs in verscheidene ontwerpwedstrijden. Nog vóór haar afstuderen ontwierp ze, mede genoodzaakt door geldzorgen, diverse gebouwen samen met de architect Onni Tarjanne, waaronder het Nationaal theater van Finland.

## Carrière

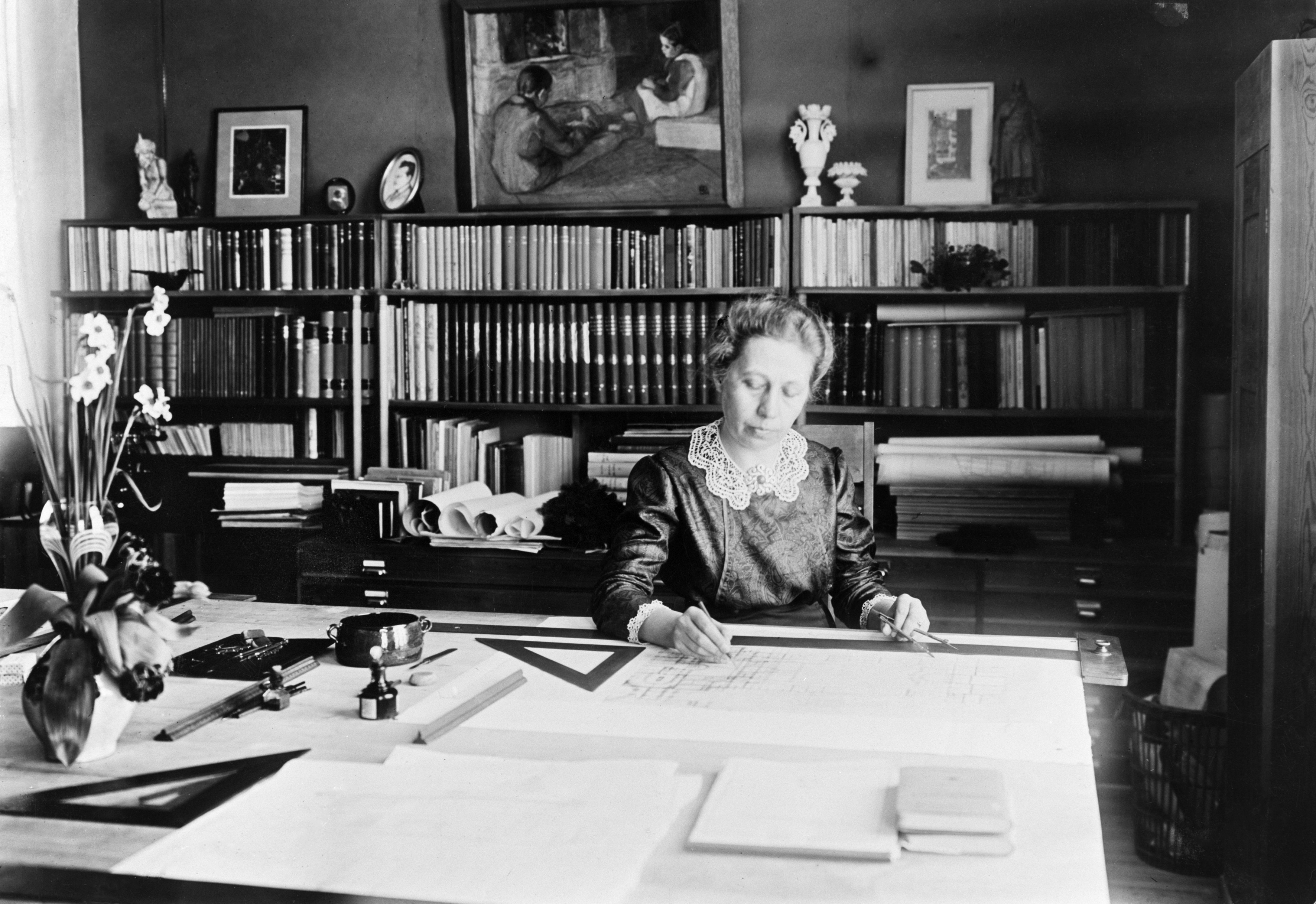
Wivi Lönn in haar atelier

Na haar afstuderen in 1896 kwam ze in dienst bij haar voormalig leraar Gustaf Nyström, voor wie ze ruim een jaar zou werken. Nadat ze een opdracht had gekregen voor het ontwerp van een kunstacademie in Tampere, kreeg ze op aanbevelen van Nyström een studiebeurs, die haar in staat stelde een studiereis door Europa te maken. Zo reisde ze in de zomer van 1898 naar Schotland, waar ze studie maakte van schoolgebouwen die werden ontworpen rond een centrale hal, met een licht interieur en monumentale trappen. Deze opzet gebruikte ze daarna veelvuldig bij de meer dan 30 schoolgebouwen die ze zou ontwerpen.
Rond de eeuwwisseling richtte ze, als eerste vrouw in Finland en waarschijnlijk in de hele wereld, een eigen architectenbureau op.
In 1902 ontwierp ze een meisjesschool in Tampere.
In 1904 won ze de eerste prijs voor architectuur bij een wedstrijd van de economische hogeschool van Tampere.
In 1906 won ze de prijsvraag voor de hoofdbrandweerkazerne van Tampere, die vervolgens naar haar ontwerp werd gebouwd.
In 1909 ging ze een samenwerkingsverband aan met haar voormalig studiegenoot Armas Lindgren. Samen ontwierpen ze het Estoniatheater in art-nouveaustijl: het nationale operagebouw in de Estse hoofdstad Tallinn, alsmede het Uusi Ylioppilastalo ('Nieuw studentenhuis').
In 1913 verhuisde Wivi samen met haar broer Wille Lönn naar Jyväskylä, waar ze ging wonen in een huis dat ze twee jaar daarvoor zelf had ontworpen. Ze raakte daar zeer goed bevriend met Hanna Parviainen, de dochter van Johan Parviainen, die daar een groot houtverwerkend bedrijf had gesticht. Ze betrokken in 1918 een woning in Kulosaari, een eiland bij Helsinki. Daarnaast reisden ze veel samen en deelden een appartement in Parijs. Beide vriendinnen werkten ook veel samen: ze ontwierpen een heel dorp rond de houtfabriek in Jyväskylä: arbeiderswoningen, een kleuterschool, een verpleeghuis, een kliniek, een kerk en een bibliotheek. Uiteindelijk werd niet alles gerealiseerd, omdat het geleidelijk financieel slechter ging met het houtbedrijf.
In de jaren 1910 ontwierp Wivi Lönn in Jyväskylä ook de studio van de beroemde architect Alvar Aalto. Dat werd in 1915 opgeleverd.
In de jaren 1920 ontwierp ze het hoofdkantoor van de Vereniging van jonge christelijke vrouwen in Helsinki. Daarna ging het snel achteruit met haar werkzaamheden, omdat de art-nouveaustijl uit de mode raakte en het functionalisme zijn intree deed in de architectuur.
In 1942 richtte Lönn een vereniging voor vrouwelijke architecten op, genaamd 'Architecta'.
In 1945 was de voltooiing van het Geofysische Observatorium in Sodankylä in het noorden van Finland. Dit wordt beschouwd als haar laatste grote project.
In 1959 werd ze de eerste vrouw die de eretitel 'professor' ontving van de Finse architectenvereniging.
Wivi Lönn stierf op 27 december 1966, op 94-jarige leeftijd, in Helsinki. Ze ligt begraven op de Kalevankangas-begraafplaats in Tampere.

## Fotogalerij

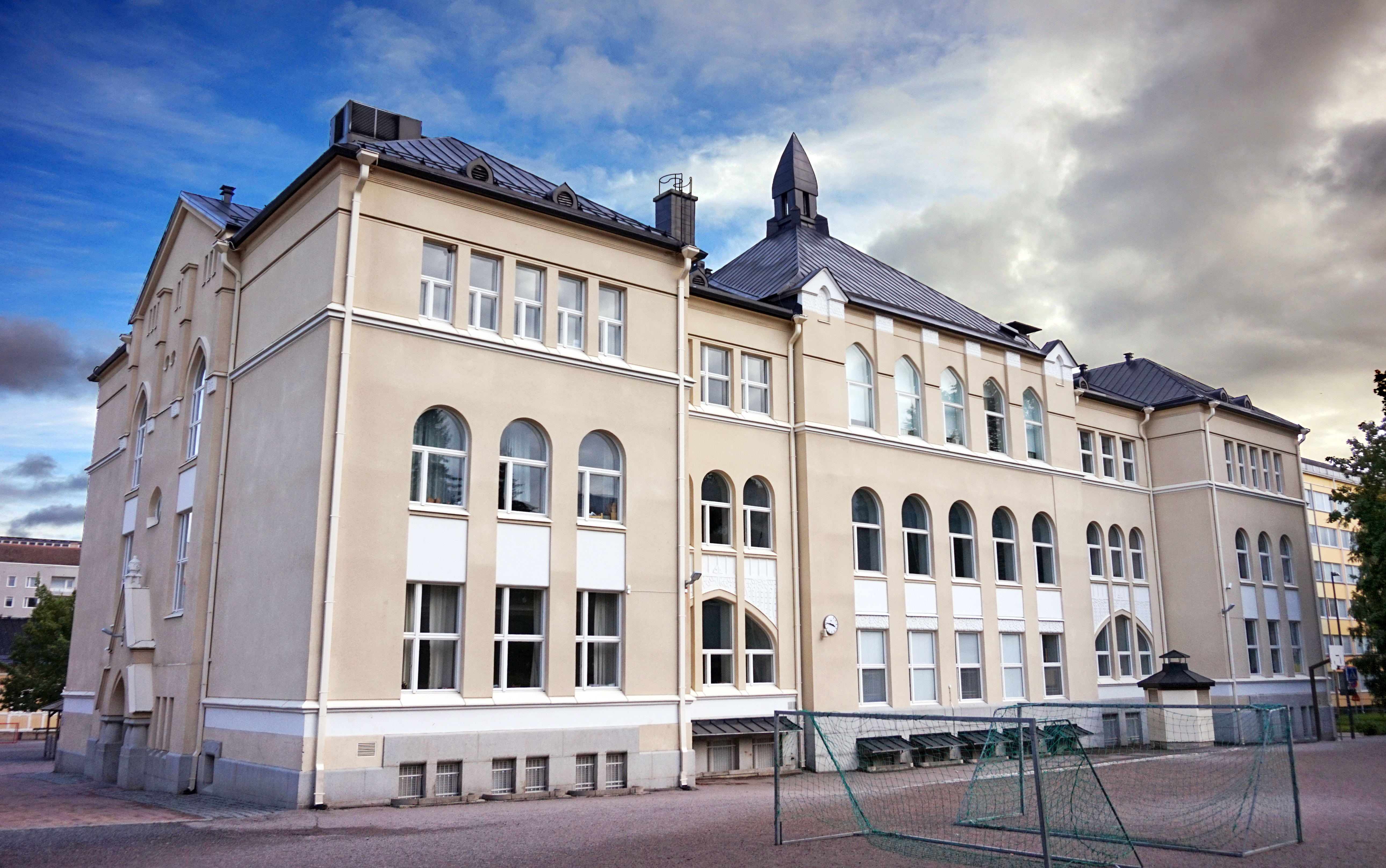
Alexanderschool, lagere school in Tampere (1903)
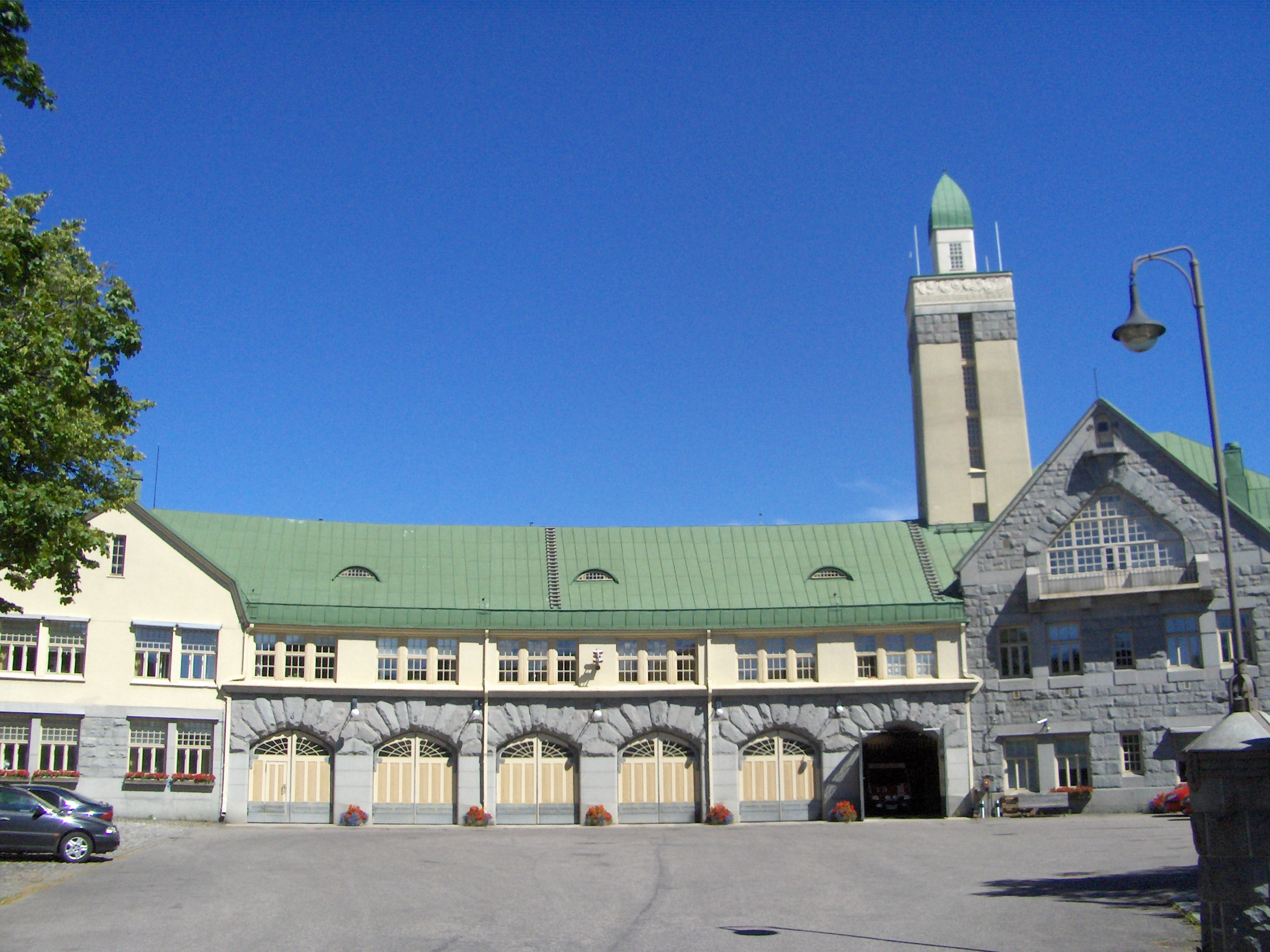
Brandweerkazerne, Tampere (1909)
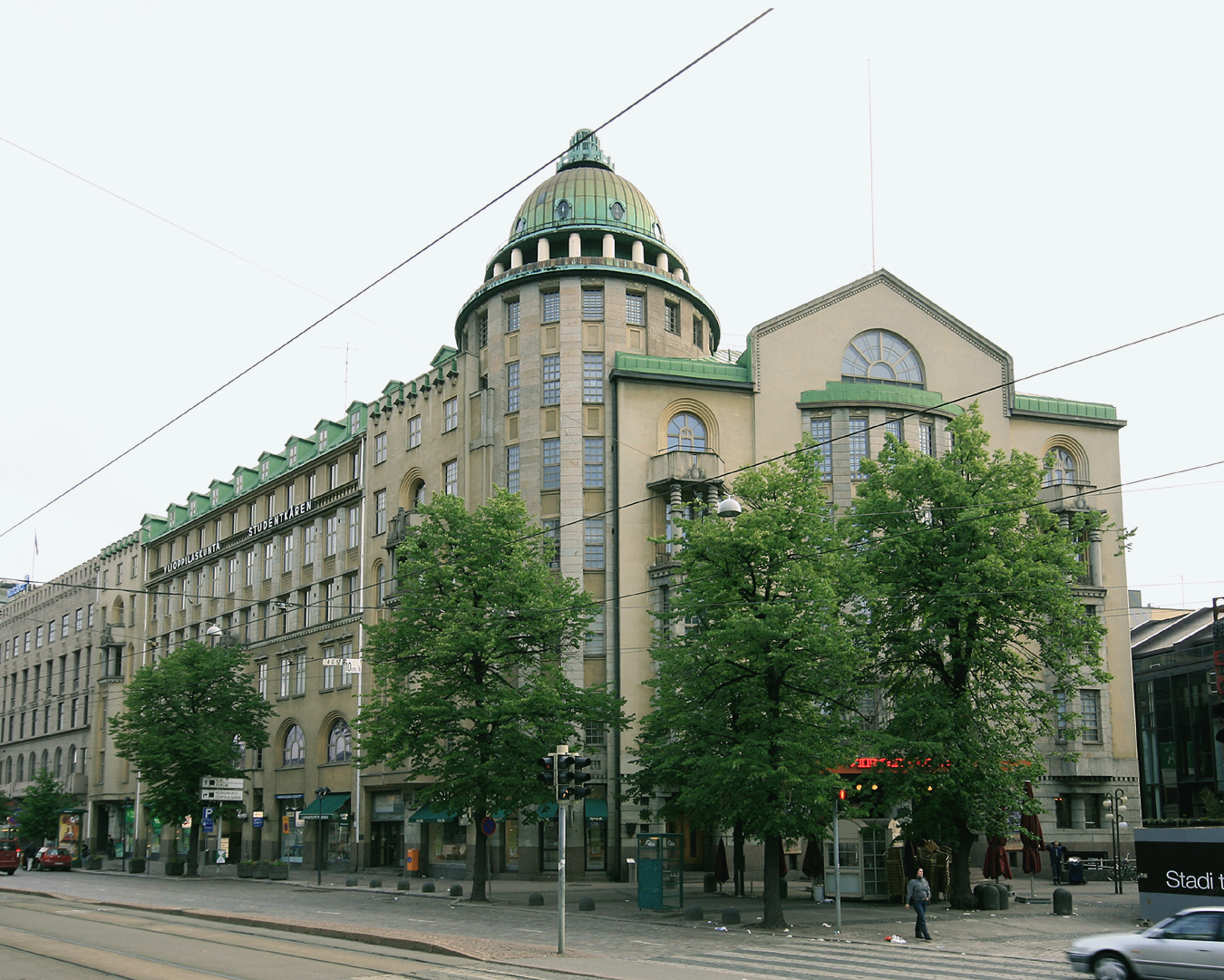
Uusi Ylioppilastalo ('Nieuw studentenhuis'), Helsinki (1910)
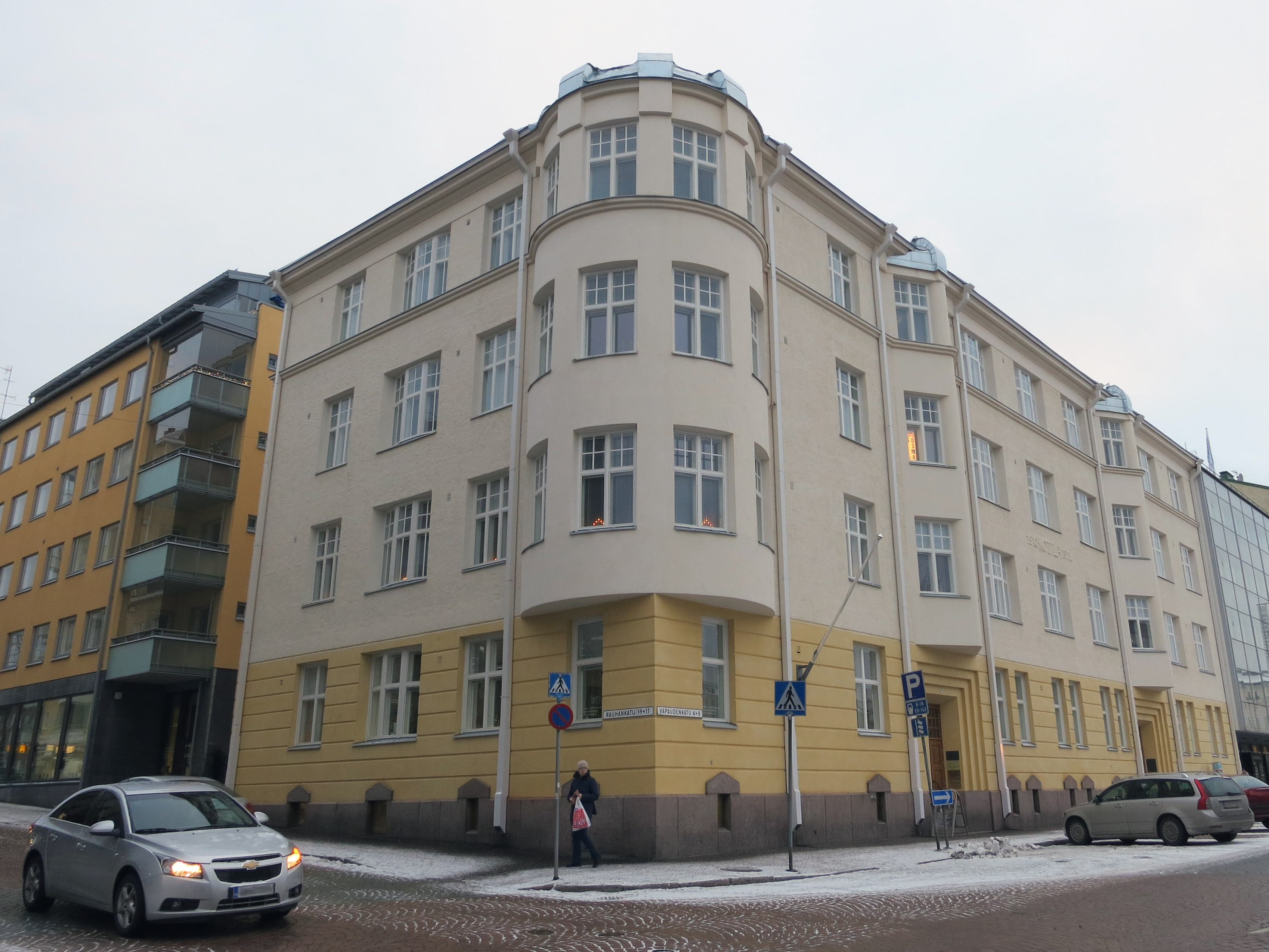
"Kotila"-appartementengebouw in Lahti (1911)
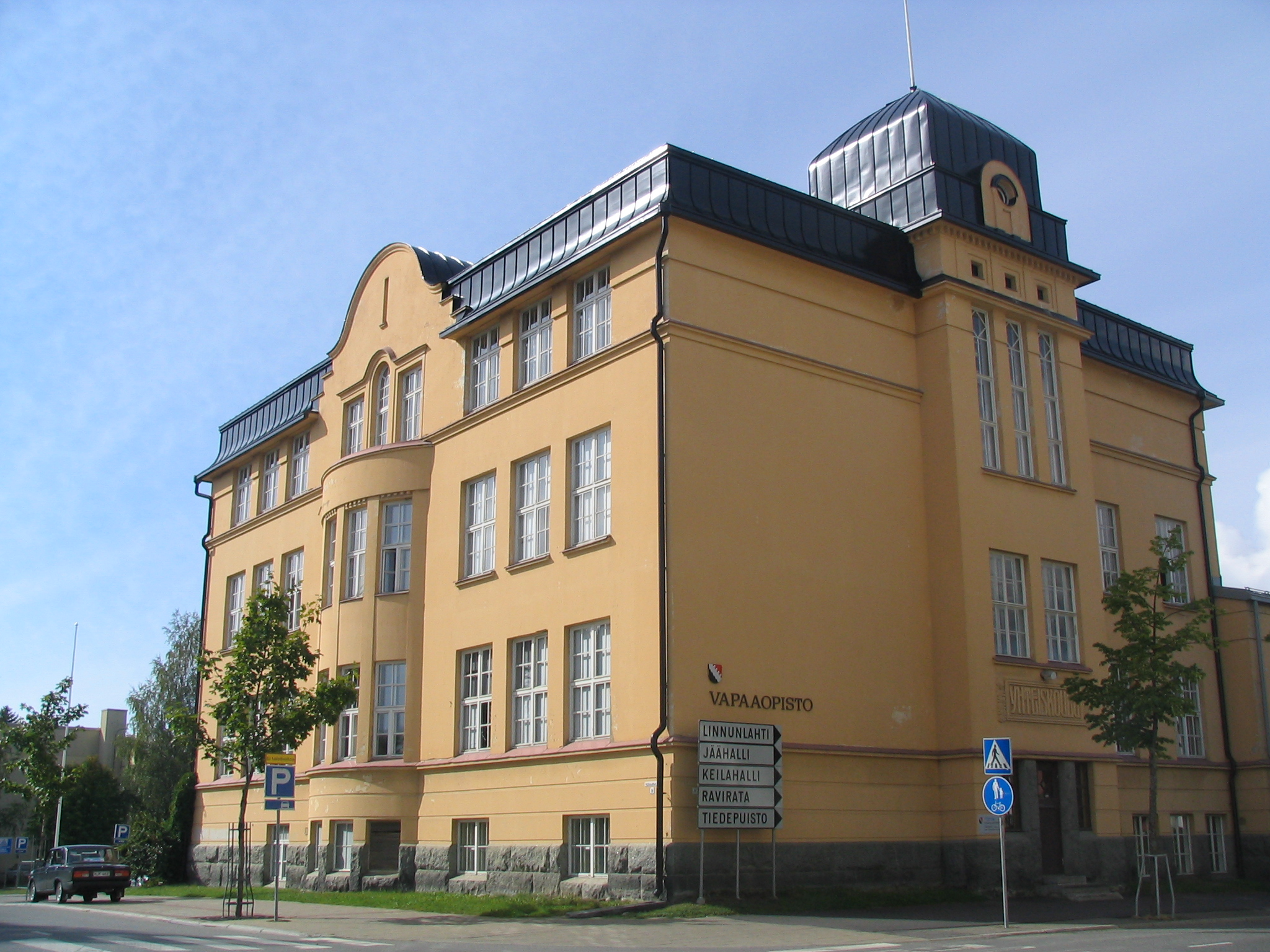
schoolgebouw in Joensuu (1912)

(Helaas is er geen afbeelding van het Estonia-theater, want in Estland geldt geen panoramavrijheid.)